# Hieracium croceolum
Hieracium croceolum es una especie de planta con flor del género Hieracium, de la familia Asteraceae, orden Asterales.

## Distribución
Hieracium croceolum se distribuye por Noruega.

## Taxonomía
Fue descrita científicamente por Omang. Fue publicada en Hierac. Norweg.